# Iglesia de San Cosme de Espills
San Cosme de Espills, o  San Cosme de Espluga Freda, es un santuario en parte troglodítico situado cerca y al sur del pueblo de Espluga Freda. Pertenece actualmente al término municipal de Tremp, dentro de la comarca del Pallars Jussá en la provincia de Lérida.
Es posible que esta iglesia estuviera relacionada con el castillo de Santa Eulalia, del cual no se conoce el emplazamiento. Los pocos documentos que hablan del castillo y la iglesia son bastante coincidentes cuando tratan de sus delimitaciones.
Está totalmente en ruinas, pero se puede apreciar la edificación románica construida en una cueva, bajo un peñasco considerable. De una sola nave que estaba cubierta con bóveda de cañón rebajada, ha perdido del todo la cabecera, que debió ser la habitual, ábside semicircular románico. La puerta de abre a mediodía, como es también habitual, y no se conserva ninguna ventana. Por el aparato, sillar poco escuadrado dispuesto en hileras uniformes y regulares, pertenece a la plenitud del siglo XI.